# Seznam kubanskih plesalcev
Seznam kubanskih plesalcev.

## A
- Jorge Alfaro
- Alicia Alonso

## B
- Bozenka
- Fernando Bujones

## C
- Jose Manuel Carreño
- Yat-Sen Chang
- Ana Cristina

## R
- Yosvani Ramos

## T
- Janu Tornell

## V
- Arionel Vargas